# Рековниця (Вармінсько-Мазурське воєводство)
Рековниця (пол. Rekownica, нім. Großwalde) — село в Польщі, у гміні Єдвабно Щиценського повіту Вармінсько-Мазурського воєводства.
Населення — 75 осіб (2011).
У 1975-1998 роках село належало до Ольштинського воєводства.

## Демографія
Демографічна структура станом на 31 березня 2011 року:
|          | Загалом | Допрацездатний вік | Працездатний вік | Постпрацездатний вік |
| -------- | ------- | ------------------ | ---------------- | -------------------- |
| Чоловіки | 43      | 8                  | 25               | 10                   |
| Жінки    | 32      | 6                  | 17               | 9                    |
| Разом    | 75      | 14                 | 42               | 19                   |